# Wimbledon-mesterskabet i damedouble 2018
Wimbledon-mesterskabet i damedouble 2018 var den 96. turnering om Wimbledon-mesterskabet i damedouble. Turneringen var en del af Wimbledon-mesterskaberne 2018, og hovedturneringen med deltagelse af 64 par blev spillet i perioden 4. - 14. juli 2018 i All England Lawn Tennis and Croquet Club i London, Storbritannien, mens kvalifikationen blev afviklet i Bank of England Sports Club i Roehampton i ugen inden hovedturneringen.
Mesterskabet blev vundet af Barbora Krejčíková og Kateřina Siniaková, der var seedet som nr. 3, og som i finalen vandt med 6-4, 4-6, 6-0 over Nicole Melichar og Květa Peschke (seedet 12) i en finalekamp, som undtagelsesvis ikke blev afviklet på Centre Court. Kampen var blevet flyttet til No.1 Court, fordi programmet på Centre Court trak ud. De to 22-årige tjekker vandt dermed deres anden grand slam-titel i træk, eftersom de fem uger tidligere også havde vundet French Open-mesterskabet. For begge spillere var sejren deres anden grand slam-titel i karrieren.
Jekaterina Makarova og Jelena Vesnina var forsvarende mestre, men Vesnina kunne ikke deltage på grund en skade, og derfor spillede Makarova i stedet sammen med Vera Zvonarjova. Det russiske makkerpar tabte i anden runde Elise Mertens og Demi Schuurs.
Resultaterne betød, Tímea Babos, efter turneringen for første gang i sin karriere overtog førstepladsen på WTA's verdensrangliste i double, mens sejren medførte, at Siniaková og Krejčíková også avancerede på ranglisten til hhv. anden- og fjerdepladsen, hvilket ligeledes var ny personlig rekord for begge spillere.

## Pengepræmier og ranglistepoint
Den samlede præmiesum til spillerne i damedouble androg £ 2.007.000 (ekskl. per diem), hvilket var en stigning på 10,3 % i forhold til året før.
| Resultat               | Pengepræmier | Pengepræmier | Ændring ift. 2017 | WTA-point |
| Resultat               | Pr. par      | Total        | Ændring ift. 2017 | WTA-point |
| ---------------------- | ------------ | ------------ | ----------------- | --------- |
| Vindere (1)            | £ 450.000    | £ 450.000    | +12,5 %           | 2.000     |
| Finalister (1)         | £ 225.000    | £ 225.000    | +12,5 %           | 1.300     |
| Semifinalister (2)     | £ 112.000    | £ 224.000    | +12,0 %           | 780       |
| Kvartfinalister (4)    | £ 56.000     | £ 224.000    | +12,0 %           | 430       |
| Tabere i 3. runde (8)  | £ 29.000     | £ 232.000    | +9,4 %            | 240       |
| Tabere i 2. runde (16) | £ 17.750     | £ 284.000    | +7,6 %            | 130       |
| Tabere i 1. runde (32) | £ 11.500     | £ 368.000    | +7,0 %            | 10        |
| Samlet præmiesum       | -            | £ 2.007.000  | +10,3 %           | -         |

## Hovedturnering

### Deltagere
Hovedturneringen havde deltagelse af 64 par, der var fordelt på:
- 57 direkte kvalificerede par i form af deres ranglisteplacering i double.
- 3 par, der har modtaget et wildcard (markeret med WC).
- 4 par, der var gået videre fra kvalifikationsturneringen (markeret med Q).

Tre af de direkte kvalificerede par meldte efter kvalifikationens start afbud til hovedturneringen, og de blev derfor erstattet af tre lucky loser-par fra kvalifikationen (markeret med LL).

#### Seedede spillere
De 16 bedst placerede af deltagerne på WTA's verdensrangliste pr. 25. juni 2018 blev seedet:
| Seedning | Rang. | Spillere                                   | Resultat     |
| -------- | ----- | ------------------------------------------ | ------------ |
| 1        | 11    | Andrea Sestini Hlaváčková Barbora Strýcová | Kvartfinale  |
| 2        | 12    | Tímea Babos Kristina Mladenovic            | Tredje runde |
| 3        | 15    | Barbora Krejčíková Kateřina Siniaková      | Mestre       |
| 4        | 26    | Andreja Klepač María José Martínez Sánchez | Tredje runde |
| 5        | 27    | Latisha Chan Peng Shuai                    | Anden runde  |
| 6        | 27    | Gabriela Dabrowski Xu Yifan                | Semifinale   |
| 7        | 34    | Chan Hao-Ching Yang Zhaoxuan               | Anden runde  |
| 8        | 41    | Elise Mertens Demi Schuurs                 | Tredje runde |
| 9        | 45    | Kiki Bertens Johanna Larsson               | Tredje runde |
| 10       | 48    | Ashleigh Barty CoCo Vandeweghe             | Meldte afbud |
| 11       | 49    | Raquel Atawo Anna-Lena Grönefeld           | Anden runde  |
| 12       | 51    | Nicole Melichar Květa Peschke              | Finale       |
| 13       | 63    | Kirsten Flipkens Monica Niculescu          | Tredje runde |
| 14       | 67    | Lucie Hradecká Hsieh Su-Wei                | Tredje runde |
| 15       | 72    | Irina-Camelia Begu Mihaela Buzărnescu      | Kvartfinale  |
| 16       | 77    | Ljudmyla Kitjenok Alla Kudrjavtseva        | Første runde |
| 17       | 79    | Vania King Katarina Srebotnik              | Tredje runde |

#### Wildcards
Tre par modtog et wildcard til hovedturneringen.
| Spillere                   | Resultat     |
| -------------------------- | ------------ |
| Katie Boulter Katie Swan   | Første runde |
| Naomi Broady Asia Muhammad | Første runde |
| Harriet Dart Katy Dunne    | Anden runde  |

#### Kvalifikanter
Fire par fra kvalifikationen kvalificerede sig til hovedturneringen.
| Spillere                            | Resultat     |
| ----------------------------------- | ------------ |
| Ysaline Bonaventure Bibiane Schoofs | Første runde |
| Alexa Guarachi Erin Routliffe       | Første runde |
| Han Xinyun Luksika Kumkhum          | Anden runde  |
| Arina Rodionova Maryna Zanevska     | Anden runde  |

På grund af afbud til hovedturneringen fra tre af de direkte kvalificerede par, opnåede yderligere tre par adgang til hovedturneringen som lucky losere.
| Spillere                            | Resultat     |
| ----------------------------------- | ------------ |
| Nicola Geuer Viktorija Golubic      | Første runde |
| Georgina García Pérez Fanny Stollár | Anden runde  |
| Anna Blinkova Markéta Vondroušová   | Første runde |

### Resultater

#### Kvartfinaler, semifinaler og finale
| Tímea Babos         |
| Kristina Mladenovic |

| Alicja Rosolska |
| Abigail Spears  |

| Alicja Rosolska |
| Abigail Spears  |

| Barbora Krejčíková |
| Kateřina Siniaková |

| Barbora Krejčíková |
| Kateřina Siniaková |

| Tatjana Maria  |
| Heather Watson |

| Barbora Krejčíková |
| Kateřina Siniaková |

| Nicole Melichar |
| Květa Peschke   |

| Nicole Melichar |
| Květa Peschke   |

| Irina-Camelia Begu |
| Mihaela Buzărnescu |

| Nicole Melichar |
| Květa Peschke   |

| Gabriela Dabrowski |
| Xu Yifan           |

| Gabriela Dabrowski |
| Xu Yifan           |

| Bethanie Mattek-Sands |
| Lucie Šafářová        |

#### Første, anden og tredje runde
| Tímea Babos         |
| Kristina Mladenovic |

| Eri Hozumi |
| Miyu Kato  |

| Tímea Babos         |
| Kristina Mladenovic |

| A. Pavljutjenkova |
| Samantha Stosur   |

| Nadiia Kitjenok     |
| Anastasia Rodionova |

| Nadiia Kitjenok     |
| Anastasia Rodionova |

| Tímea Babos         |
| Kristina Mladenovic |

| Sofia Kenin    |
| Sachia Vickery |

| Kirsten Flipkens |
| Monica Niculescu |

| Nicola Geuer      |
| Viktorija Golubic |

| Sofia Kenin    |
| Sachia Vickery |

| Julija Putintseva |
| Ajla Tomljanović  |

| Kirsten Flipkens |
| Monica Niculescu |

| Kirsten Flipkens |
| Monica Niculescu |

| Kiki Bertens    |
| Johanna Larsson |

| Monique Adamczak |
| Renata Voráčová  |

| Kiki Bertens    |
| Johanna Larsson |

| Oksana Kalasjnikova |
| Makoto Ninomiya     |

| Arina Rodionova |
| Maryna Zanevska |

| Arina Rodionova |
| Maryna Zanevska |

| Kiki Bertens    |
| Johanna Larsson |

| Eva Hrdinová   |
| Giuliana Olmos |

| Alicja Rosolska |
| Abigail Spears  |

| Alicja Rosolska |
| Abigail Spears  |

| Alicja Rosolska |
| Abigail Spears  |

| Raluca Olaru |
| Wang Yafan   |

| Latisha Chan |
| Peng Shuai   |

| Latisha Chan |
| Peng Shuai   |

| Barbora Krejčíková |
| Kateřina Siniaková |

| Alexa Guarachi |
| Erin Routliffe |

| Barbora Krejčíková |
| Kateřina Siniaková |

| Belinda Bencic   |
| Kateryna Kozlova |

| Lara Arruabarrena      |
| Arantxa Parra Santonja |

| Lara Arruabarrena      |
| Arantxa Parra Santonja |

| Barbora Krejčíková |
| Kateřina Siniaková |

| Vera Kudermetova |
| Aryna Sabalenka  |

| Lucie Hradecká |
| Hsieh Su-Wei   |

| Danielle Collins |
| Jessica Moore    |

| Vera Kudermetova |
| Aryna Sabalenka  |

| Katie Boulter |
| Katie Swan    |

| Lucie Hradecká |
| Hsieh Su-Wei   |

| Lucie Hradecká |
| Hsieh Su-Wei   |

| Raquel Atawo        |
| Anna-Lena Grönefeld |

| Xenia Knoll |
| Anna Smith  |

| Raquel Atawo        |
| Anna-Lena Grönefeld |

| Liang Chen  |
| Zhang Shuai |

| Tatjana Maria  |
| Heather Watson |

| Tatjana Maria  |
| Heather Watson |

| Tatjana Maria  |
| Heather Watson |

| Christina McHale |
| Jeļena Ostapenko |

| Christina McHale |
| Jeļena Ostapenko |

| Naomi Broady  |
| Asia Muhammad |

| Christina McHale |
| Jeļena Ostapenko |

| Ysaline Bonaventure |
| Bibiane Schoofs     |

| Chan Hao-Ching |
| Yang Zhaoxuan  |

| Chan Hao-Ching |
| Yang Zhaoxuan  |

| Elise Mertens |
| Demi Schuurs  |

| Sorana Cîrstea      |
| Sara Sorribes Tormo |

| Elise Mertens |
| Demi Schuurs  |

| Jekaterina Makarova |
| Vera Zvonarjova     |

| Jekaterina Makarova |
| Vera Zvonarjova     |

| Anna Blinkova       |
| Markéta Vondroušová |

| Elise Mertens |
| Demi Schuurs  |

| Mandy Minella        |
| Anastasija Sevastova |

| Nicole Melichar |
| Květa Peschke   |

| Georgina García Pérez |
| Fanny Stollár         |

| Georgina García Pérez |
| Fanny Stollár         |

| Anett Kontaveit |
| Monica Puig     |

| Nicole Melichar |
| Květa Peschke   |

| Nicole Melichar |
| Květa Peschke   |

| Irina-Camelia Begu |
| Mihaela Buzărnescu |

| Daria Gavrilova |
| Vera Lapko      |

| Irina-Camelia Begu |
| Mihaela Buzărnescu |

| Ana Bogdan        |
| Kaitlyn Christian |

| Ana Bogdan        |
| Kaitlyn Christian |

| Duan Yingying         |
| Aljaksandra Sasnovitj |

| Irina-Camelia Begu |
| Mihaela Buzărnescu |

| Petra Martić         |
| Magdaléna Rybáriková |

| Andreja Klepač        |
| M.J. Martínez Sánchez |

| Lesley Kerkhove  |
| Lidzija Marozava |

| Petra Martić         |
| Magdaléna Rybáriková |

| Irina Bara   |
| Alizé Cornet |

| Andreja Klepač        |
| M.J. Martínez Sánchez |

| Andreja Klepač        |
| M.J. Martínez Sánchez |

| Gabriela Dabrowski |
| Xu Yifan           |

| Alison Riske |
| Olga Savtjuk |

| Gabriela Dabrowski |
| Xu Yifan           |

| Shuko Aoyama   |
| Jennifer Brady |

| Shuko Aoyama   |
| Jennifer Brady |

| Darija Jurak |
| Wang Qiang   |

| Gabriela Dabrowski |
| Xu Yifan           |

| Maria Sakkari |
| Donna Vekić   |

| Vania King         |
| Katarina Srebotnik |

| Han Xinyun      |
| Luksika Kumkhum |

| Han Xinyun      |
| Luksika Kumkhum |

| Dalila Jakupović  |
| Irina Khromatjeva |

| Vania King         |
| Katarina Srebotnik |

| Vania King         |
| Katarina Srebotnik |

| Ljudmyla Kitjenok |
| Alla Kudrjavtseva |

| Bethanie Mattek-Sands |
| Lucie Šafářová        |

| Bethanie Mattek-Sands |
| Lucie Šafářová        |

| María Irigoyen  |
| Carina Witthöft |

| Kaia Kanepi     |
| Andrea Petkovic |

| Kaia Kanepi     |
| Andrea Petkovic |

| Bethanie Mattek-Sands |
| Lucie Šafářová        |

| Kateryna Bondarenko |
| Aleksandra Krunić   |

| A. Sestini Hlaváčková |
| Barbora Strýcová      |

| Harriet Dart |
| Katy Dunne   |

| Harriet Dart |
| Katy Dunne   |

| Polona Hercog |
| Bernarda Pera |

| A. Sestini Hlaváčková |
| Barbora Strýcová      |

| A. Sestini Hlaváčková |
| Barbora Strýcová      |

## Kvalifikation
Kvalifikationsturneringen blev spillet i Bank of England Sports Club i Roehampton i perioden 27. - 28. juni 2018 med deltagelse af 16 par, der spillede om fire ledige pladser i hovedturneringen. To af de 16 par deltog i kvalifikationen på grundlag af et wildcard.
Følgende fire par kvalificerede sig til hovedturneringen.
| Nr. | Spillere                            |
| --- | ----------------------------------- |
| 1.  | Ysaline Bonaventure Bibiane Schoofs |
| 2.  | Alexa Guarachi Erin Routliffe       |
| 3.  | Han Xinyun Luksika Kumkhum          |
| 4.  | Arina Rodionova Maryna Zanevska     |

Følgende par opnåede en plads hovedturneringen som lucky losere.
| Nr. | Spillere                            |
| --- | ----------------------------------- |
| 1.  | Nicola Geuer Viktorija Golubic      |
| 2.  | Georgina García Pérez Fanny Stollár |
| 3.  | Anna Blinkova Markéta Vondroušová   |

### Resultater
| Nicola Geuer      |
| Viktorija Golubic |

| Natela Dzalamidze  |
| Galina Voskobojeva |

| Nicola Geuer      |
| Viktorija Golubic |

| Eugenie Bouchard  |
| Caroline Dolehide |

| Ysaline Bonaventure |
| Bibiane Schoofs     |

| Ysaline Bonaventure |
| Bibiane Schoofs     |

| Desirae Krawczyk |
| Ellen Perez      |

| Anna Kalinskaja  |
| Viktória Kužmová |

| Anna Kalinskaja  |
| Viktória Kužmová |

| Alexa Guarachi |
| Erin Routliffe |

| Alexa Guarachi |
| Erin Routliffe |

| Priscilla Hon |
| Arantxa Rus   |

| Cornelia Lister    |
| Sabrina Santamaria |

| Anna Blinkova       |
| Markéta Vondroušová |

| Anna Blinkova       |
| Markéta Vondroušová |

| Han Xinyun      |
| Luksika Kumkhum |

| Han Xinyun      |
| Luksika Kumkhum |

| Valerija Savinykh |
| Jana Sizikova     |

| Georgina García Pérez |
| Fanny Stollár         |

| Sarah Beth Grey |
| Olivia Nicholls |

| Georgina García Pérez |
| Fanny Stollár         |

| Jamie Loeb       |
| Rebecca Peterson |

| Arina Rodionova |
| Maryna Zanevska |

| Arina Rodionova |
| Maryna Zanevska |